# 8 Cancri
8 Cancri, som är stjärnans Flamsteed-beteckning, är en ensam stjärna, belägen i den östra delen av stjärnbilden Kräftan. Den har en skenbar magnitud av 5,14 och är svagt synlig för blotta ögat där ljusföroreningar ej förekommer. Baserat på parallaxmätning inom Hipparcosuppdraget på ca 15,2 mas, beräknas den befinna sig på ett avstånd på ca 215 ljusår (ca 66 parsek) från solen. Den rör sig bort från solen med en heliocentrisk radialhastighet på ca 21 km/s.

## Egenskaper
8 Cancri är en blå till vit stjärna i huvudserien av spektralklass A1 V. Den har en massa som är ca 2,4 solmassor, en radie som är ca 2,2 solradier och utsänder från dess fotosfär ca 37 gånger mera energi än solen vid en effektiv temperatur av ca 10 400 K.